# GN-z11
GN-z11, Identifiée en 2010 par Bouwens et al. en tant que GNS-JD2 , dénommée JADES-GN NS 3991 dans la base de données Simbad du Centre de données astronomiques de Strasbourg , était lors de sa spectroscopie publiée en mars 2016, la plus lointaine et la plus ancienne galaxie connue dans l'univers observable. 
Elle se situe dans la constellation de la Grande Ourse et se caractérisait par un décalage vers le rouge spectroscopique de 11,1  revu depuis à 10,60, ce qui la plaçait à une distance de 13,4 milliards d'années-lumière et à une distance comobile d'approximativement 32 milliards d'années-lumière de la Terre,.

## Désignation
Le nom de la galaxie est dérivé de sa localisation dans le relevé GOODS-Nord (GN) et la valeur de son décalage vers le rouge est particulièrement élevée (z = 11, puis z = 10,60). GN-z11 est observée telle qu'elle était il y a 13,36 milliards d'années, soit 430 millions d'années après le Big Bang. Si la Terre avait existé à cette époque, elle s'en serait alors trouvée à une distance de 2,7 milliards d'années-lumière.

## Découverte
La galaxie GN-z11 a été identifiée par une équipe chargée de l'analyse des données issues du télescope spatial Hubble et du télescope spatial Spitzer dans le cadre du Great Observatories Origins Deep Survey-Nord (GOODS-Nord),. L'équipe de chercheurs a utilisé la caméra Wide Field Camera 3 de Hubble pour mesurer la distance de GN-z11 par spectroscopie. La découverte a été annoncée en mars 2016.
GN-z11 est plus ancienne d'environ 150 millions d'années que la précédente détentrice du record, EGSY8p7, située dans la constellation du Bouvier. Elle est observée juste après le début de l'ère de réionisation.
En 2020, une nouvelle étude confirme que cette galaxie composée d'environ un milliard d'étoiles est bien la plus lointaine observée avec un décalage vers le rouge mesuré à 10,957.
Cette galaxie a été de nouveau observée en février 2023 par le télescope spatial James Webb avec le spectrographe NIRSpec. Son décalage vers le rouge a été établi très précisément comme étant de z = 10,6034 et non de z = 11,1 ni de z = 10,957 comme mesuré précédemment.
De nombreuses raies d'émission ont été détectées : C III] λλ 1907,1909, [O II] λλ 3726,3729, O III] λλ 1660,1666, O III] λ 4363, [Ne III] λ 3869, Mg II λλ 2795,2802, He I λ 3889+H8 et He II λ 1640.

## Nature de GN-z11
En 2024 est annoncé que la galaxie est le siège du plus ancien trou noir détecté à ce jour, à la suite d'observations menées avec le télescope James-Webb. Il est daté de 430 millions d'années après le Big Bang.
GN-z11 a été observée avec le spectrographe MIRI (en anglais : Mid InfraRed Instrument, « instrument pour l'infrarouge moyen ») le 13 mars 2024, permettant ainsi une spectroscopie de la galaxie couvrant son spectre optique. Les raies d'émission [O III] 5008Å et Hα ont été détectées et résolues spectroscopiquement .
Les auteurs de l’étude afférente n’ont trouvé aucune preuve d'une composante dominante de la raie d'émission Hα retraçant une région à large raie dans un noyau galactique actif (AGN) de type 1. L'existence d'un trou noir en accrétion dominant le continuum optique et les raies d'émission de GN-z11 n'est pas compatible avec les  luminosités mesurées des raies Hα et [O III] 5008Å. Cependant, la sensibilité des données actuelles collectées ne permet pas d'exclure complètement que la raie d’émission Hα, large et faible, retrace une contribution mineure d’un trou noir actif dans l'optique. Une spectroscopie plus approfondie de GN-z11 est nécessaire pour le confirmer de manière décisive .
Les auteurs de l’étude concluent que le spectre optique de GN-z11 est plus cohérent avec celui d'une galaxie à sursauts de formation d'étoiles, massive, compacte et de faible métallicité .

## Caractéristiques
La galaxie est environ 25 fois plus petite que la nôtre, la Voie Lactée pour une masse 100 fois plus faible. Pourtant, les formations d'étoiles y sont 20 fois plus importantes, ce qui explique sa forte luminosité. La galaxie est observée environ 40 millions d'années après la formation des premières étoiles, et présente un rythme de formation stellaire particulièrement élevé. L'existence même d'une galaxie aussi massive à une époque aussi précoce de l'univers est en contradiction avec les modèles actuels de formation des galaxies.